# کلیدداغی
 کلیدداغی یکی از روستاهای استان آذربایجان شرقی است که در دهستان شجاع بخش مرکزی شهرستان جلفا واقع شده‌است.

## مردم بومی
ابوالحسن زاده و عبدیل زاده و حسین زاده و حسنخانی ها بیشتر جمعیت آن هستند‌.